# Empress of Britain (Schiff, 1931)
Die Empress of Britain (II) war ein Ozeandampfer der kanadischen Reederei Canadian Pacific Steamship Company, der zwischen 1931 und 1939 den Nordatlantik kreuzte und Passagiere und Fracht von Kanada nach Großbritannien beförderte. Sie war das größte Passagierschiff ihrer Reederei und eines der größten und schnellsten ihrer Zeit. Am 28. Oktober 1940 sank die Empress of Britain vor der Nordwestküste Irlands nach Treffern mit zwei 250-kg-Bomben eines Seeaufklärers der Luftwaffe und Treffern mit Torpedos eines deutschen U-Boots. 45 Menschen kamen dabei ums Leben. Mit einem Rauminhalt von 42.348 BRT war die Empress of Britain das größte durch ein deutsches U-Boot versenkte Schiff im Zweiten Weltkrieg.

## Das Schiff

### Konstruktion und Ausstattung
Das Dampfturbinenschiff Empress of Britain wurde 1928 bis 1931 auf der renommierten Schiffswerft John Brown & Company in Clydebank, einer Stadt am Fluss Clyde in der Nähe von Glasgow, gebaut. Das Schiff war 231,8 Meter lang, 29,7 Meter breit und hatte einen maximalen Tiefgang von 9,8 Metern. Über das Hauptdeck ragten drei massive Schornsteine in den Hausfarben der Reederei. Die Empress of Britain war mit acht Yarrow-Kesseln und einem Johnson-Dampfkessel ausgerüstet und wurde durch vier Parsons-Dampfturbinen auf vier Propeller angetrieben. Die beiden inneren Schrauben lieferten zwei Drittel der Leistung, die beiden äußeren ein Drittel. Die durchschnittliche Reisegeschwindigkeit lag bei 22 Knoten (ca. 40 km/h), die maximale Geschwindigkeit bei 25 Knoten (ca. 46 km/h). Bei einer Atlantiküberquerung in der Sommersaison verbrauchte das Schiff 356 Tonnen Öl am Tag, während bei einer Kreuzfahrt in der Wintersaison nur 179 Tonnen benötigt wurden.

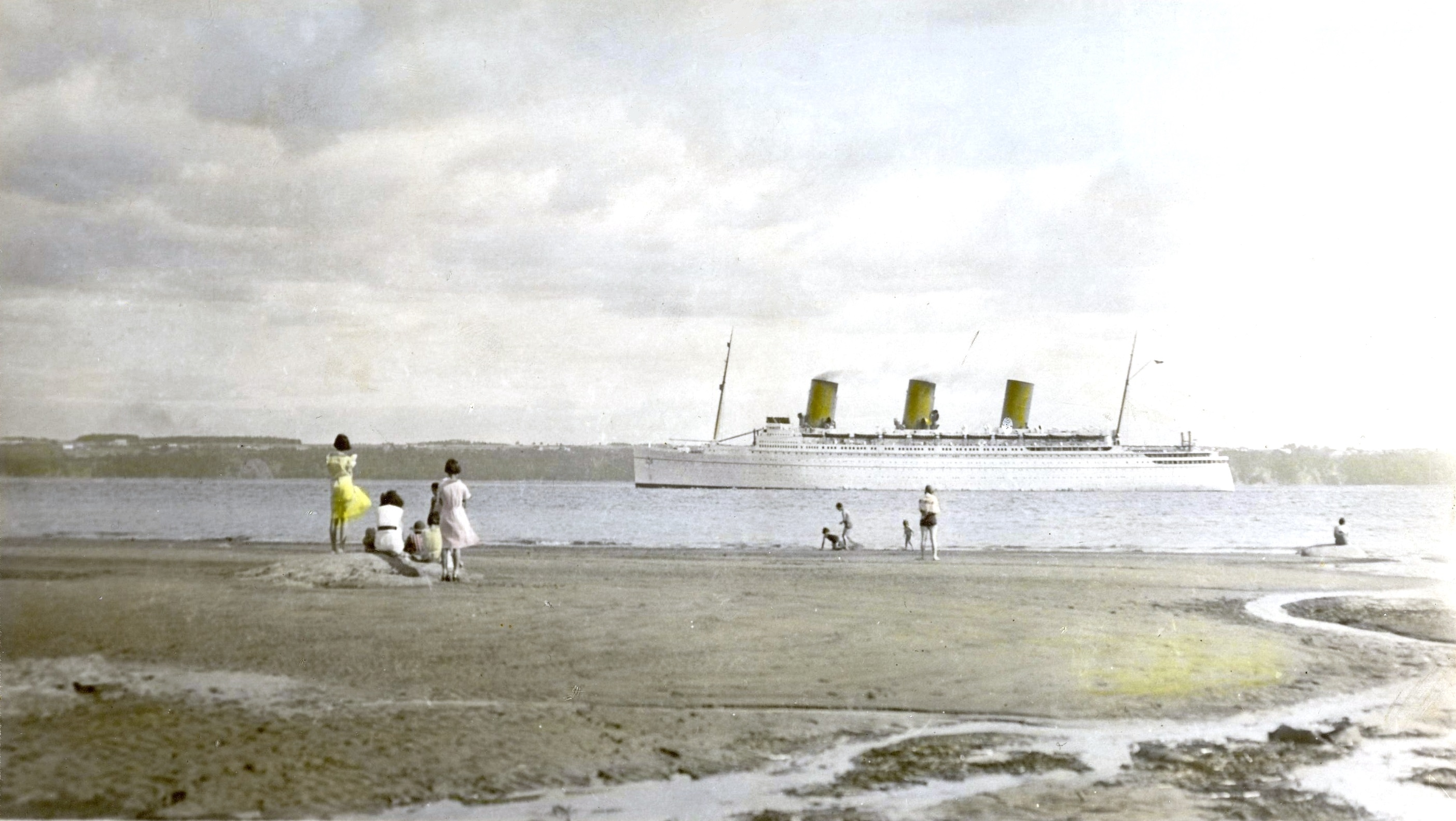
Die Empress of Britain im Sankt-Lorenz-Strom (undatiert)

Das Schiff hatte zehn Decks. Die Gesellschaftsräume waren luxuriös und opulent ausgestattet und an der Inneneinrichtung hatten bekannte zeitgenössische Künstler wie Frank Brangwyn, Sir Charles Allom, Edmund Dulac und William Heath Robinson mitgewirkt. Im Fresko-geschmückten Hauptspeisesaal konnten 425 Gäste Platz nehmen. Der von Galerien umrahmte Raum wurde zu Ehren des französischen Entdeckers Jacques Cartier „Salle Jacques Quartier“ genannt. Das Interieur des „Empress Room“ genannten Ballsaals auf dem Promenadendeck wurde von Sir John Lavery entworfen. Daneben gab es einen Rauchsalon, den Hauptsalon „Mayfour Lounge“, mehrere Bars, ein Türkisches Bad, einen Fitnessraum, ein Kino und ein Schwimmbad, den so genannten „Olympian Pool“.
Die Empress of Britain war das größte Schiff der Canadian Pacific Steamship Company (heute CP Ships), dem Schifffahrtszweig der Eisenbahngesellschaft Canadian Pacific Railway. Sitz der Gesellschaft war Montreal und registriert wurde sie in London, aber ihr Heimathafen war Québec. Die Empress of Britain war zu ihrer Zeit das größte, schnellste und luxuriöseste Passagierschiff auf der Atlantik-Route nach Kanada. Sie durfte das Namenspräfix „RMS“ (Royal Mail Ship) tragen, weil Jahrzehnte zuvor die Canadian Pacific Railway mit der britischen Regierung einen Vertrag zur Beförderung von Post geschlossen hatte.
Sie war das zweite von insgesamt drei Schiffen, die den Namen Empress of Britain (deutsch „Kaiserin von Großbritannien“) trugen. Das erste war das 1906 in Dienst gestellte Schwesterschiff der 1914 gesunkenen Empress of Ireland. Es wurde 1930 zur Abwrackung verkauft. Die dritte Empress of Britain wurde 1956 in Dienst gestellt, 1964 verkauft und erst 2008 abgewrackt. Die Empress of Britain wurde für die nördlichere Transatlantikroute von Großbritannien nach Kanada (Southampton–Cherbourg–Québec) geplant und fuhr nicht auf der populäreren südlichen Route Southampton–New York. Die Reederei wollte mit dem Bau des Schiffs am wachsenden Tourismus profitieren und die nördliche Route zu einem gleichwertigen Gegenstück zur südlichen machen.
Um die Route anzupreisen, wurde mit dem Slogan „39 % weniger Ozean“ geworben, da man von Québec nach Großbritannien durch den geschützten Sankt-Lorenz-Strom fuhr und nicht den gesamten Weg über das offene Meer zurücklegte wie auf der Südroute. Da es auf der nördlichen Strecke in den Wintermonaten vor der Küste Neufundlands oft viele Eisberge und Schollen gab, waren die Stahlplatten der vorderen 46 Schiffsmeter unterhalb der Wasserlinie doppelt so dick.

### Geschichte
Am 28. November 1928 wurde das Schiff auf Kiel gelegt. Der Stapellauf fand am 11. Juni 1930 vor einem großen Publikum statt. Taufpate der Empress of Britain war der Prince of Wales, der spätere Eduard VIII. Es war das erste Mal in der Geschichte, dass der Stapellauf eines Schiffes in Kanada und dem Vereinigten Königreich im Radio übertragen wurde.
Am 11. April 1931 absolvierte die Empress of Britain ihre Probefahrten, bei denen sie eine Geschwindigkeit von 25,271 Knoten (46,80 km/h) erreichte. Nach den Testfahrten wurde notiert, dass die Empress of Britain „das wirtschaftlichste Schiff der Welt in Bezug auf Ölverbrauch pro Stunde“ war. Am 27. Mai 1931 legte sie in Southampton zu ihrer Jungfernfahrt nach Québec ab. Eduard VIII., Prince of Wales, kam am Tag der Abfahrt nach Southampton, um sich durch das Schiff führen und sich alles zeigen zu lassen. Dies führte zu einer Verspätung der geplanten Abfahrtszeit um über eine Stunde. Zu den Passagieren auf der Jungfernfahrt zählten das Schauspielerpaar Douglas Fairbanks und Mary Pickford, der Mitinhaber der Daily Mail, der Pressemagnat Esmond Harmsworth, 2. Viscount Rothermere sowie Sir Edward Wentworth Beatty, der damalige Präsident und Vorsitzende der Canadian Pacific Steamship Company.

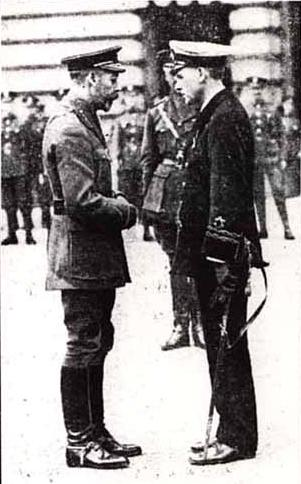
Ronald Niel Stuart (rechts) wird von König Georg V. vor dem Buckingham Palace das Victoria-Kreuz überreicht (1917)

Canadian Pacific machte für sein neues Schiff umfangreiche Werbung. Vor der Jungfernfahrt erschienen Plakate mit den Werbesprüchen wie „Wunderschiff“, „Kanadas Herausforderung“ und „Atlantische Gigantin“. Noch während der ersten Überfahrt veröffentlichte die kanadische Zeitung The Globe and Mail einen Artikel mit folgendem Inhalt: 

„Durch die Fertigstellung und Indienststellung der Empress of Britain stellte Canadian Pacific der Welt der Seefahrt eine neue Herausforderung. Der gigantische 42.000-Tonnen-Dampfer setzt neue Standards auf der Kanada-Route. Seine luxuriöse Ausstattung beinhaltet ein gesamtes Deck für Sport und Erholung, ein weiteres für öffentliche Räume, darunter einen Ballsaal, der von weltberühmten Künstlern gestaltet wurde. Anstatt Kabinen gibt es Apartments, von denen jedes zur Unterhaltung der Passagiere über ein Radio verfügt. In den späteren Jahren des vergangenen Jahrhunderts strebte man lange nach einer schnellen Atlantikpassage. Die Zeit brachte eine Antwort. Trotz der Depression hat Kanada ein neues Schiff, welches im Sommer auf dem Sankt-Lorenz-Strom verkehren und im Winter Kreuzfahrten um die Welt unternehmen wird. Ihre Passagiere genießen dabei den letzten Schrei an Komfort und Luxus einer Ozeanreise. Die erste Reise der neuen Kaiserin ist ein Meilenstein in der kanadischen Geschichte.“

Der Dampfer wurde für regelmäßige Transatlantikpassagen von Kanada nach Großbritannien zwischen Frühling und Herbst gebaut. Dabei dampfte er durch den Sankt-Lorenz-Strom, um Québec zu erreichen. Er konnte insgesamt 1195 Passagiere befördern, davon 465 in der Ersten Klasse, 260 in der Touristenklasse und 470 in der Dritten Klasse. In Friedenszeiten kümmerte sich eine 714-köpfige Besatzung um die Reisenden. In der Wintersaison, wenn der Sankt-Lorenz-Strom oft teilweise zugefroren war, wurde die Empress of Britain in ein Luxus-Kreuzfahrtschiff umgewandelt, das 700 Passagiere an Bord nehmen konnte und andere Routen befuhr. Zu diesem Zweck wurde die Empress of Britain so gebaut, dass sie den Panamakanal und den Sueskanal passieren konnte. Wenn sie durch den Panamakanal fuhr, hatte sie auf beiden Seiten insgesamt nur 190 Zentimeter Platz. Während der Kreuzfahrtsaisons wurden nur zwei der vier Turbinen genutzt, da die Geschwindigkeit bei den Kreuzfahrten nicht so wichtig war wie bei den Atlantiküberquerungen.
1931 absolvierte die Empress of Britain neun Rundfahrten zwischen Southampton und Québec. Dabei hatte sie 4891 Passagiere in westlicher Richtung und 4696 Passagiere auf den Fahrten in östlicher Richtung an Bord. Ihren ersten Winterservice begann sie am 3. Dezember 1931, als sie mit 378 Passagieren in New York zu einer 128-tägigen Weltumrundung ablegte. Die Reise führte sie durch das Mittelmeer, nach Nordafrika, zum Heiligen Land, durch den Sueskanal in das Rote Meer, von dort nach Indien, Ceylon, Südostasien, Niederländisch-Indien, China, Hongkong und Japan und schließlich durch den Pazifik nach Hawaii und Kalifornien, bevor sie durch den Panamakanal zurück nach New York fuhr. Von New York aus dampfte sie zurück nach Southampton, wo sie wieder für den Liniendienst vorbereitet wurde. Dieser Ablauf wiederholte sich in etwa dieser Form jedes Jahr bis 1939.
Ihr erster Kapitän war R. G. Latta, der bei der Reederei ein hohes Ansehen genoss. Als Latta 1934 in den Ruhestand ging, wurde er von Ronald Niel Stuart abgelöst. Stuart war ein hochrangiger Victoria-Kreuz-Träger und Royal-Navy-Commodore und befehligte die Empress of Britain bis 1937. Im August 1934 machte die Empress of Britain ihre schnellste Überfahrt, als sie die Passage in vier Tagen, sechs Stunden und 58 Minuten schaffte. Im Juni 1939 hatte das Schiff während einer Fahrt von Halifax nach Southampton die geringste Anzahl von Passagieren an Bord, die es in seiner gesamten Dienstzeit verzeichnete: König Georg VI., Königin Elizabeth, 13 Hofdamen und Diener, 22 Palastangestellte, einen Fotografen und zwei Reporter.
Am 2. September 1939, am Vortag der Kriegserklärung von Großbritannien und Kanada an das Deutsche Reich, legte die Empress of Britain zu ihrer letzten Atlantiküberquerung in Friedenszeiten ab. Sie war dabei bis weit über ihre Kapazität belegt und hatte auf dieser Fahrt die längste Passagierliste ihrer Laufbahn. Sie kreuzte den Ozean im Zickzackkurs und traf am 8. September unbehelligt in Québec ein.

## Im Zweiten Weltkrieg

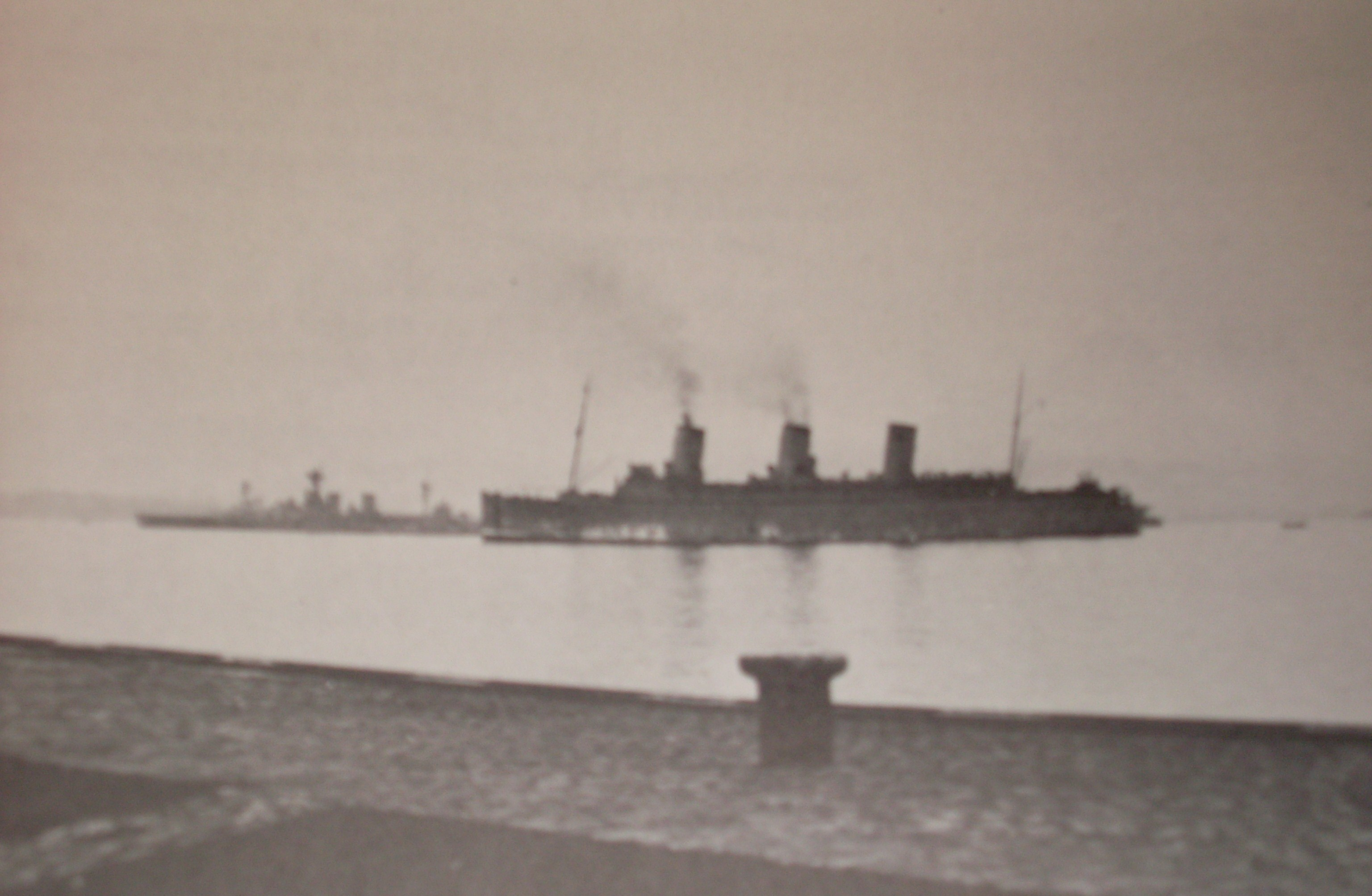
Die Empress of Britain trifft mit kanadischen Soldaten an Bord in Greenock ein (17. Dezember 1939). Links im Hintergrund die Hood

Nach ihrer letzten Ankunft in Québec wurde die Empress of Britain aus dem Passagierverkehr gezogen, grau angestrichen und blieb zunächst im Dock. Am 25. November 1939 wurde entschieden, den Dampfer während des Kriegs als Truppentransporter zu verwenden. Zunächst absolvierte sie vier Atlantiküberquerungen, um Truppen von Kanada nach England zu bringen. Anschließend wurde sie nach Wellington (Neuseeland) geschickt, um Soldaten nach Europa zu holen und kehrte im Juni 1940 nach Schottland zurück. Sie war dabei Teil des „Million Dollar Convoy“, einem aus sieben Luxuslinern bestehenden Konvoi, darunter die Queen Mary, die Aquitania und die Mauretania. Am 6. August 1940 fuhr sie mit über 3.000 Soldaten von Liverpool über Kapstadt nach Sues in Ägypten.

## Die Versenkung

### Bombardierung durch Seeaufklärer
Am Dienstag, dem 24. September 1940 begann die Rückreise nach Liverpool. Unter dem Kommando von Kapitän Charles Havard Sapsworth legte die Empress of Britain in Port Taufiq bei Sues ab. Dieses Mal waren keine Truppenkontingente an Bord, sondern 205 zum größten Teil zivile Passagiere, darunter Angehörige und Freunde von Mitgliedern der Royal Navy und der Royal Air Force. Dazu kamen 416 Besatzungsmitglieder und zwei Artilleristen. Insgesamt waren 623 Menschen an Bord.
Die Empress of Britain dampfte durch das Rote Meer und den Indischen Ozean und fuhr nach Zwischenstopps in Durban und Kapstadt nördlich durch den Atlantik. Zur Ladung gehörten neben 300 Tonnen kriegswichtiger Ausrüstung auch 300 Tonnen Zucker, die am 11. Oktober in Kapstadt an Bord genommen worden waren. Die Empress of Britain legte den Weg im Zickzackkurs bei einer durchschnittlichen Reisegeschwindigkeit von 22 Knoten zurück. Wegen ihrer hohen Geschwindigkeit wurde ihr kein Geleitschutz bereitgestellt. Am Sonnabend, dem 26. Oktober 1940 wurde die Empress of Britain um 9:20 Uhr vormittags etwa 70 Meilen nordwestlich der Aran-Inseln an der Westküste Irlands von einer Focke-Wulf Fw 200 Condor, einem deutschen Seefernaufklärer, gesichtet. Die Maschine unter dem Kommando von Oberleutnant Bernhard Jope, von der 2. Staffel des Kampfgeschwaders 40, startete mehrere Angriffe auf den Dampfer. Kapitän Sapsworth ordnete Höchstgeschwindigkeit an und erwiderte das Feuer durch die an Deck montierten Lewis-Maschinengewehre.
Jope warf mehrere 250-kg-Bomben auf den Dampfer, von denen ihn drei streiften und zwei mit voller Wucht trafen. Die erste schlug in die Mayfair Lounge ein, die zweite traf das Sonnendeck und zerstörte mehrere Rettungsboote. Dicker, schwarzer Rauch begann die oberen Decks einzuhüllen. Zudem eröffnete er das Feuer mit einem Maschinengewehr. Der Beschuss richtete großen Schaden an und tötete mehrere Menschen. Erst nach Jopes Ankunft in seiner Basis in Nordfrankreich wurde festgestellt, welches Schiff angegriffen worden war. Die Erkenntnis sorgte für große Aufregung. Nachdem die Benachrichtigung im Hauptquartier der Wehrmacht eingetroffen war, berichtete die deutsche Presse, dass die Empress of Britain erfolgreich bombardiert worden war und untergegangen sei.
Tatsächlich war das Schiff aber nicht gesunken. Die Schiffshülle war noch intakt. Die Bomben hatten jedoch ein Feuer ausgelöst, das sich sehr schnell ausbreitete und überhandnahm. Große Teile der Rettungsmittel und Feuerbekämpfungsausrüstung wurden zerstört, sodass der Brand nicht unter Kontrolle gebracht werden konnte. Um 9:50 Uhr, nur eine halbe Stunde nach der ersten Sichtung durch den Seeaufklärer, befahl Kapitän Sapsworth das Verlassen des Schiffs. Da das Feuer mittschiffs ausgebrochen war, strömten die Passagiere zum Bug und zum Heck, was die Evakuierung erschwerte. Die Überlebenden wurden von der Echo, einem Zerstörer der Royal Navy und der Burza, einem Zerstörer der polnischen Marine, sowie dem U-Jagd-Trawler Cape Arcona aufgenommen.

### Versenkung durchU 32
Nur eine kleine Gruppe von Besatzungsmitgliedern blieb auf dem Schiff. Aufgrund des Feuers konnte der Dampfer aber nicht mehr aus eigener Kraft gesteuert werden und trieb mit leichter Schlagseite antriebslos in der Strömung. Am Vormittag des 27. Oktober erreichte der Flottillenführer Broke die Szene und schickte Männer zur Empress of Britain hinüber, die beide Schiffe mit zwei Seilen verbanden. Inzwischen waren die beiden Schlepper Marauder und Thames eingetroffen, welche die Empress of Britain ins Schlepptau nahmen. Mit Geleitschutz durch die Broke und die Sardonyx steuerte der Konvoi mit einer Geschwindigkeit von etwa vier Knoten Land an. Die Schiffe wurden zusätzlich von Short-Sunderland-Flugbooten begleitet.
Oberleutnant zur See Hans Jenisch an Bord seines U-Boots U 32 erhielt in der Nacht zum 28. Oktober Meldung davon und nahm Kurs auf den Konvoi. U 32, ein deutsches U-Boot des Typs VII A, war am 24. Oktober in Lorient zu seiner neunten Feindfahrt ausgelaufen. U 32 musste wegen der Flugboote lange untergetaucht bleiben, konnte den Schiffsverband aber durch seine Hydrophone ausmachen und sich nähern. Jenisch positionierte sein U-Boot zwischen die Zerstörer und die Empress of Britain und schoss zwei Torpedos ab. Der erste explodierte zu früh, aber der zweite traf den Dampfer und löste eine gewaltige Explosion aus. Jenisch ließ noch einen dritten Torpedo abfeuern, der kurz hinter dem letzten einschlug.
Die Empress of Britain lief schnell voll und bekam immer mehr Schlagseite, sodass die Trossen, welche das Schiff mit den Schleppern verbanden, gekappt wurden. Um 2:05 Uhr morgens am 28. Oktober sank die Empress of Britain vor der Küste der irischen Grafschaft County Donegal nordwestlich von Gweedore auf der Position 55° 16′ N, 9° 50′ W. Durch die Angriffe auf das Schiff starben insgesamt 25 Besatzungsmitglieder und 20 Passagiere.

## Vermutete Goldladung
Es wurde vermutet, dass die Empress of Britain Gold an Bord gehabt hatte. Für diese Theorie gibt es allerdings nur Indizien. Das Vereinigte Königreich verschiffte Gold nach Nordamerika, um sein Kapital zu erhöhen. Südafrika war ein führender Goldförderer, und die Empress of Britain machte während ihrer letzten Fahrt einen Zwischenstopp in Kapstadt. Das meiste Gold wurde über Sydney in die Vereinigten Staaten gebracht, aber da es nicht genug geeignete Schiffe gab, blieb viel Gold in Australien liegen. Es ist daher möglich, dass die Empress of Britain Gold nach Großbritannien brachte, von wo aus es dann weiter transportiert werden konnte.
Die Daily Mail veröffentlichte am 8. Januar 1949 einen Bericht, in dem ein Bergungsversuch für den kommenden Sommer angekündigt wurde. Der Artikel enthielt jedoch inhaltliche Fehler und es folgten auch keine weiteren Mitteilungen dieser Art. 1985 erhielt ein Bergungsinteressent einen Brief von der Versicherungsabteilung des britischen Verkehrsministeriums, in dem ihm mitgeteilt wurde, dass an Bord des Schiffs Gold gefunden worden war.
1995 wurde das Wrack der Empress of Britain kieloben in 150 Metern Tiefe gefunden. Es wurde entdeckt, dass das Feuer die Decks fast völlig zerstört hatte und nur noch der Rumpf erhalten war. Der Tresorraum war noch enthalten, enthielt aber statt Gold nur ein menschliches Skelett. Daraufhin wurde gemutmaßt, dass das Gold während der Evakuierung des Schiffs von Bord gebracht wurde. Es gibt jedoch keine greifbaren Hinweise darauf, ob tatsächlich Gold an Bord der Empress of Britain gewesen war.